# Ösztron
Az ösztron (kémiai képlete: C18H22O2) egy természetes ösztrogénhormon, amely elsősorban a petefészkekben és kisebb mértékben a zsírszövetekben termelődik. Az ösztrogének közé tartozik, amelyek fontos szerepet játszanak a női nemi jelleg kialakításában és a reproduktív rendszer működésében.

## Biológiai funkciók
Az ösztron az egyik legfontosabb ösztrogén, de hatása gyengébb, mint az ösztradiolé, amely a legerősebb ösztrogén. Az ösztron:
- Részt vesz a női nemi fejlődés szabályozásában, beleértve az emlőnövekedést, a menstruációs ciklust és a nemi szervek érését.
- Kiemelt szerepe van a menopauza idején, amikor az ösztradiol termelése csökken, és az ösztron válik a domináns ösztrogénné.

## Metabolizmus és források
Az ösztron a szervezetben az androszténdion nevű androgén hormonból alakul ki az aromatáz enzim segítségével. Ez a folyamat különösen a zsírszövetben zajlik, ezért a menopauza után a zsírszövetek válnak az ösztrontermelés fő helyévé. Az ösztron az ösztradiollal kölcsönösen átalakulhat, ami biztosítja a megfelelő ösztrogénszint fenntartását.

## Egészségügyi vonatkozások
- Menopauza után: Az ösztron domináns szerepet játszik a menopauzát követően, mivel ekkor a petefészek ösztradiol termelése jelentősen csökken.
- Ösztrogénpótló terápia: Az ösztront alkalmazzák a hormonpótló kezelések részeként a menopauzális tünetek enyhítésére, mivel segíti a hormonális egyensúly helyreállítását.
- Ösztrogénfüggő daganatok: Magas ösztronszint összefüggésbe hozható bizonyos ösztrogénfüggő daganatokkal, például mell- vagy méhrákkal, ezért fontos a hormon szintjének szabályozása az ilyen esetekben.

Az ösztron szerepe tehát különösen fontos a női hormonháztartásban, különösen a menopauza idején és azt követően.